# Замок Марфістоун
Замок Мерфістоун (англ. Murphystown Castle) — один із замків Ірландії, розташований у графстві Дублін. Навколо замку велись розкопки — це є археологічна пам'ятка. Замок являє собою повну руїну. Збереглися три стіни однієї вежі XV століття. Розкопки виявили численні артефакти XIII — XV століття, у першу чергу кераміку.
З усіх замків графства Дублін це один із найменш досліджених замків. Хоча ще в 1897 році руїни замку досліджував Е. Дікс, що звертався до Ф. Елрінгтона Балла з проханням дослідити історію цього замку. Елрінгтона Балл написав статтю наступного року, що була опублікована в журналі «Айріш Білдер». П. О'Рейлі досліджував історію землі, де стоїть замок Мерфістоун, розповідає по чисельні археологічні артефакти, але нічого не пише про замок Мерфістоун. Дуже мало відомо про цей замок: невідома ні дата побудови, ні хто будував цей замок. У «Цивільному обстеженні» що було складене 1654 році, де було описано існуючі тоді замки Ірландії, про цей замок нічого не говориться.
У 1775 році малюнок цього замку зробив художник Габріель Беранже. На малюнку замок знаходиться в руїнах приблизно в такому ж стані, що і зараз.